# 大花茄
大花茄（学名：Solanum wrightii）为茄科茄属下的一个种。种名wrightii以19世纪美国生物学家Charles Wright的名字命名。